# Borowa (gromada w powiecie koneckim)
Borowa – dawna gromada, czyli najmniejsza jednostka podziału terytorialnego Polskiej Rzeczypospolitej Ludowej w latach 1954–1972.
Gromady, z gromadzkimi radami narodowymi (GRN) jako organami władzy najniższego stopnia na wsi, funkcjonowały od reformy reorganizującej administrację wiejską przeprowadzonej jesienią 1954 do momentu ich zniesienia z dniem 1 stycznia 1973, tym samym wypierając organizację gminną w latach 1954–1972.
Gromadę Borowa z siedzibą GRN w Borowej utworzono – jako jedną z 8759 gromad na obszarze Polski – w powiecie koneckim w woj. kieleckim, na mocy uchwały nr 13d/54 WRN w Kielcach z dnia 29 września 1954. W skład jednostki weszły obszary dotychczasowych gromad Borowa, Piskorzeniec i Wojciechy ze zniesionej gminy Góry Mokre i Stanisławów ze zniesionej gminy Czermno, a także wieś Niwki z dotychczasowej gromady Ruda Pilczycka  ze zniesionej gminy Pijanów w tymże powiecie. Dla gromady ustalono 9 członków gromadzkiej rady narodowej.
Gromadę zniesiono 31 grudnia 1959, a jej obszar włączono do gromad Czermno (kolonię Stanisławów) i Góry Mokre (wsie Borowa, Piskorzeniec, Niwki i Wojciechów, kolonie Sewerynów, Dawidów i Wilki oraz gajówkę Dziecin Wyszyna).